# Ceque

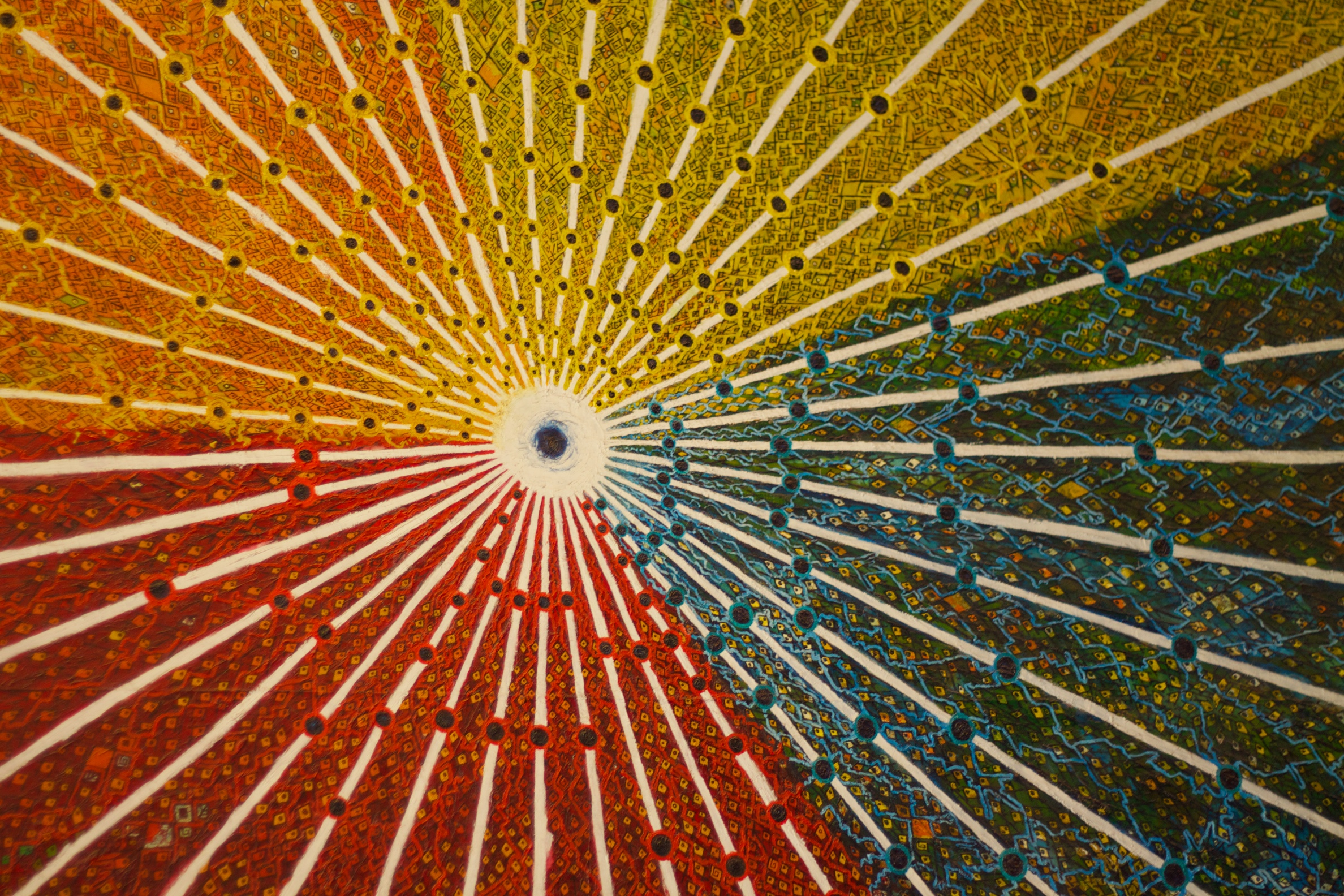
Representación de los ceques

Los ceques (del quechua: siq'i ‘línea’) eran líneas o rayas que, partiendo de la ciudad del Cuzco, servían para organizar los santuarios o huacas de los alrededores, constituyendo un complejo sistema espacial religioso que otorgaba a la capital del Tahuantinsuyo un carácter eminentemente sagrado. Son vectores que emanan del templo de Coricancha hacia todas las partes del Imperio incaico. Las líneas estaban estrechamente relacionadas no sólo con la geografía y la geometría, sino también con la astronomía y el entorno social, ya que cada huaca se conectó a la representación de los pueblos andinos y con los cuerpos celestes: nebulosas negras, estrellas y planetas, así como de los grupos sociales. La mayoría eran líneas asociadas a la peregrinación.

## Descripción
Según las informaciones de Polo de Ondegardo y el padre Bernabé Cobo, se contabilizan un total de 41 o 42 ceques; en cada uno se encontraban alineadas un conjunto de 328 huacas. El sistema de ceques dividía al Tawantinsuyo en 4 suyus y en 4 caminos reales. Algunos eran rectos otros zigzagueaban por el paisaje. Pero corrían paralelos. Este sistema de organización asemejaba un gran quipu que con sus cuerdas y nudos cubría toda la ciudad. El culto de cada una de las huacas se encontraba a cargo de un grupo social, el cual debía ser practicado según el calendario ritual. Estas líneas también fueron referencias para delimitar la propiedad de las tierras de los ayllus cusqueños. Finalmente, algunas huacas fueron observatorios astronómicos orientados en dirección de puntos precisos del horizonte, con los cuales los incas registraban las salidas y puestas del sol y otros astros.

## Definición
En el Vocabulario de la lengua general de todo el Perú escrito en 1608 por Diego González Holguín la palabra ceke encuentra en estos entradas:
- Muyu ceque. Banda forrada con un círculo o un círculo.
- Ceqque o ceques. Línea de la frontera.
- Ceqqueni o Cequeni. Mantener la línea, delimitan.
- Ceqquena. Una herramienta para las líneas.
- Ceqquescca o Cequescca. Lo de las rayas.
- Cequercarini. Llevar a cabo una gran cantidad de líneas.
- Allpa Tupuk apu o cequek apu. El que mide la tierra o acciones.
- Ricchayta quellccaypac yachachicuni, o cequercarini. Dibuja la imagen.

## División de poblados de acuerdo a ceques
Como se ha señalado en su informe Relación de los fundamentos acerca del notable daño que resulta de no guardar a los Indios sus fueros (1571) el oficial español Polo de Ondegardo describe la importancia de que cada pueblo Inca imperio tuviera su línea de "Ceke", que cumplía todos los más lugares importantes y Waki, y para garantizar esto se le pidió a los indígenas de diferentes pueblos que inscribieran estas líneas sobre el papel, lo cual hicieron. Al parecer, estas líneas locales se conectan entre sí y con el centro del estado - Cusco. El detalle de Polo de Ondegardo describió el sistema topográfico Ceke en el informe La relación de los adoratorios de los Indios es los cuatro ceques (1561).